# Luigi Taveri
Luigi Taveri (Horgen, Suiza, 19 de septiembre de 1929-1 de marzo de 2018) fue un piloto de motociclismo suizo, ha sido tricampeón del mundo de 125cc en 1962, 1964 y 1966, con Honda. Luigi Taveri tenía raíces italianas. Su padre, Giovanni Taveri, había emigrado a Suiza desde Rovato (Lombardía) a los 17 años.

## Biografía
Hizo su debut en carreras en 1947 como pasajero en el sidecar de su hermano mayor Hans. En este papel también hizo su debut en el Mundial, en el GP de Suiza, en el que terminó en octavo lugar. En 1951 comenzó a competir en moto, obteniendo el año siguiente, el título de campeón junior suizo de los 350 con una Velocette.

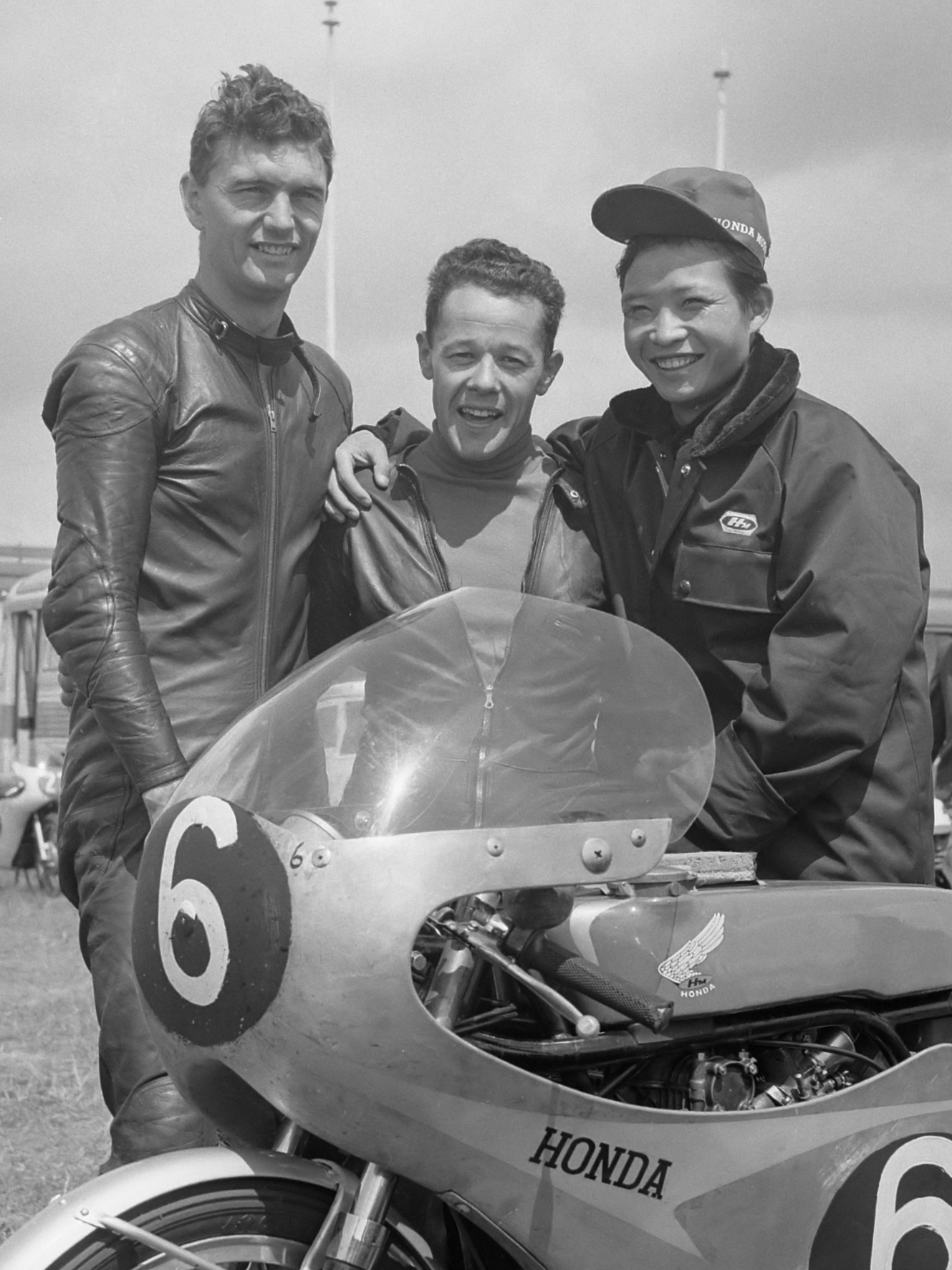
Taveri (en el centro) en 1963

En 1953, Taveri hace su segundo debut en el Mundial, corriendo en la cilindrada de  350cc con una AJS y Norton y también vence el título suizo de 350. En la temporada siguiente fue muy ocupada para Taveri, quien se vio obligado a inscribirse en 250 (con Moto Guzzi), 350 (con Norton), 500 (primero con Norton y después con MV Agusta) y sidecar (como pasajero de Hans Haldemann). Ese año, el piloto suizo obtuvo sus primeros puntos mundiales (cuarto en 500 en Francia y sexto en sidecars en Suiza) y tres títulos nacionales (250, 500 y sidecar). Esta hiperactividad se repitió también en 1955, el año en que participó en 125 y 250 con la MV Agusta, logrando alcanzar un triunfo en ambas categorías.
Después de dos temporadas similares, en 1958 se dividió entre Norton y Ducati, sin poder obtener resultados particulares. El período de crisis e incertidumbre duró hasta 1962, el año en que ganó el título de 125 con Honda después de ganar seis Grandes Premios (en Francia, Irlanda, Bélgica, Ulster, Alemania Oriental y Países Bajos)) y 48 puntos en la clasificación general. Ese año también corrió en 50 (ganando una carrera) y 250 cc.
Ganó su segundo campeonato mundial en 1964, siempre en 125 y siempre conduciendo una Honda, después de cinco carreras ganadas y 46 puntos en la clasificación. En 1965 fue competitivo principalmente en el campeonato reservado para motores de 50 cc (dos victorias) mientras que en 1966 volvió a conquistar el título del octavo de litro después de cinco victorias, un segundo lugar y 46 puntos totales. Al final de esta temporada, se retiró del motociclismo profesional.
En general, participó en 135 carreras del campeonato mundial, ganó 30 y llegó al podio en 89 ocasiones. También debe tenerse en cuenta que se encuentra entre los pocos pilotos que lograron obtener puntos en todas las cilindradas del campeonato, tanto en competencias individuales como en parejas.
Falleció el 1 de marzo de 2018 después de sufrir un derrame cerebral unos días antes.

## Resultados[2]
| Posición | 1 | 2 | 3 | 4 | 5 | 6 |
| Pts.     | 8 | 6 | 4 | 3 | 2 | 1 |

(carreras en cursiva indica vuelta rápida)
| Año  | Cat.  | Moto       | 1       | 2       | 3       | 4       | 5       | 6       | 7       | 8       | 9       | 10     | 11     | 12     | 13    | Pts. | Pos. | Vic. |
| ---- | ----- | ---------- | ------- | ------- | ------- | ------- | ------- | ------- | ------- | ------- | ------- | ------ | ------ | ------ | ----- | ---- | ---- | ---- |
| 1953 | 350cc | AJS        | IOM -   | NED -   | GER -   | FRA -   | ULS -   | SUI 9   | NAT Ret |         |         |        |        |        |       | 0    | -    | 0    |
| 1954 | 250cc | Moto Guzzi | FRA -   | IOM -   | ULS -   |         | NED -   | GER -   | SUI 4   | NAT -   |         |        |        |        |       | 3    | 13.º | 0    |
| 1954 | 500cc | Norton     | FRA 4   | IOM -   | ULS -   | BEL -   | NED 8   | GER -   | SUI -   | NAT 10  | ESP -   |        |        |        |       | 3    | 17.º | 0    |
| 1955 | 125cc | MV Agusta  | ESP 1   | FRA 2   | IOM 2   | GER 2   | BEL -   | NED Ret |         | NAT -   |         |        |        |        |       | 26   | 2.º  | 1    |
| 1955 | 250cc | MV Agusta  |         |         | IOM Ret | GER 4   | BEL -   | NED 1   | ULS Ret | NAT Ret |         |        |        |        |       | 11   | 4.º  | 1    |
| 1956 | 125cc | MV Agusta  | IOM -   | NED 2   | BEL 4   | GER -   | ULS Ret | NAT 4   |         |         |         |        |        |        |       | 12   | 3.º  | 0    |
| 1956 | 250cc | MV Agusta  | IOM Ret | NED 2   | BEL 2   | GER 2   | ULS 1   | NAT 4   |         |         |         |        |        |        |       | 26   | 2.º  | 1    |
| 1957 | 125cc | MV Agusta  | GER 5   | IOM 3   | NED 3   | BEL 2   | ULS 1   | NAT 3   |         |         |         |        |        |        |       | 22   | 2.º  | 1    |
| 1957 | 250cc | MV Agusta  | GER 5   | IOM 2   | NED -   | BEL -   | ULS -   | NAT -   |         |         |         |        |        |        |       | 8    | 7.º  | 0    |
| 1958 | 125cc | Ducati     | IOM Ret | NED 2   | BEL 6   | GER -   | SWE 2   | ULS 2   | NAT 5   |         |         |        |        |        |       | 20   | 3.º  | 0    |
| 1958 | 350cc | Norton     | IOM -   | NED 6   | BEL -   | GER 8   | SWE -   | ULS -   | NAT -   |         |         |        |        |        |       | 1    | 15.º | 0    |
| 1959 | 125cc | MZ         | IOM 2   |         |         |         |         |         |         |         |         |        |        |        |       | 14   | 4.º  | 0    |
| 1959 | 125cc | Ducati     |         | GER -   | NED Ret | BEL 3   | SWE Ret | ULS -   | NAT 3   |         |         |        |        |        |       | 14   | 4.º  | 0    |
| 1959 | 250cc | MZ         | IOM -   | GER -   | NED 7   | BEL -   | SWE Ret | ULS -   | NAT 5   |         |         |        |        |        |       | 2    | 13.º | 0    |
| 1960 | 125cc | MV Agusta  | IOM 3   | NED -   | BEL -   |         | ULS 5   | NAT -   |         |         |         |        |        |        |       | 6    | 6.º  | 0    |
| 1960 | 250cc | MV Agusta  | IOM 8   | NED 3   | BEL 3   | GER 5   | ULS 6   | NAT Ret |         |         |         |        |        |        |       | 11   | 3.º  | 0    |
| 1961 | 125cc | Honda      | ESP -   | GER 5   | FRA 5   | IOM 2   | NED Ret | BEL 1   | RDA DSQ | ULS 6   | NAT 3   | SWE 1  | ARG -  |        |       | 30   | 3.º  | 2    |
| 1961 | 250cc | Honda      | ESP -   | GER -   | FRA -   | IOM -   | NED -   | BEL -   | RDA -   | ULS -   | NAT -   | SWE 2  | ARG -  |        |       | 6    | 10.º | 0    |
| 1962 | 50cc  | Honda      | ESP 3   | FRA 3   | IOM 2   | NED 9   | BEL 3   | GER 4   |         | RDA 4   | NAT 6   | FIN 1  | ARG -  |        |       | 29   | 3.º  | 1    |
| 1962 | 125cc | Honda      | ESP 3   | FRA 4   | IOM 1   | NED 1   | BEL 1   | GER 1   | ULS 1   | RDA 1   | NAT 2   | FIN 2  | ARG -  |        |       | 48   | 1.º  | 6    |
| 1962 | 250cc | Honda      | ESP -   | FRA -   | IOM -   | NED -   | BEL 3   | GER -   | ULS 3   | RDA -   | NAT Ret |        | ARG -  |        |       | 8    | 8.º  | 0    |
| 1963 | 50cc  | Honda      | ESP -   | GER -   | FRA -   | IOM -   | NED -   | BEL -   |         |         | FIN -   |        | ARG -  | JPN 1  |       | 8    | 8.º  | 1    |
| 1963 | 125cc | Honda      | ESP 1   | GER 4   | FRA 3   | IOM 4   | NED 3   | BEL 3   | ULS 3   | RDA 4   | FIN 2   | NAT 1  | ARG NC | JPN NC |       | 38   | 2.º  | 2    |
| 1963 | 250cc | Honda      | ESP 5   | GER NC  |         | IOM NC  | NED NC  | BEL 4   | ULS NC  | RDA 5   |         | NAT 3  | ARG -  | JPN 5  |       | 13   | 5.º  | 0    |
| 1963 | 350cc | Honda      |         | GER -   |         | IOM -   | NED 3   |         | ULS 3   | RDA 2   | FIN 5   | NAT NC |        |        |       | 16   | 3.º  | 0    |
| 1964 | 50cc  | Honda      | USA Ret | ESP 6   | FRA Ret | IOM -   | NED Ret | BEL -   | GER -   |         |         | FIN 3  |        | JPN 2  |       | 5    | 7.º  | 0    |
| 1964 | 125cc | Honda      | USA -   | ESP 1   | FRA 1   | IOM 1   | NED Ret |         | GER 2   | RDA 2   | ULS 2   | FIN 1  | NAT 1  | JPN 2  |       | 46   | 1.º  | 5    |
| 1964 | 250cc | Honda      | USA -   | ESP Ret | FRA 2   | IOM Ret | NED -   | BEL -   | GER 6   | RDA -   | ULS Ret |        | NAT 6  | JPN 4  |       | 11   | 6.º  | 0    |
| 1965 | 50cc  | Honda      | USA -   | GER 2   | ESP 4   | FRA 2   | IOM 1   | NED 3   | BEL 3   |         |         |        |        |        | JPN 1 | 32   | 2.º  | 2    |
| 1965 | 125cc | Honda      | USA -   | GER Ret | ESP Ret | FRA Ret | IOM 2   | NED 5   |         | RDA -   | CZE -   | ULS -  | FIN -  | NAT -  | JPN 2 | 14   | 5.º  | 0    |
| 1966 | 50cc  | Honda      | ESP 1   | GER 4   | NED 1   |         |         |         |         | IOM 2   | NAT 3   | JPN -  |        |        |       | 26   | 3.º  | 2    |
| 1966 | 125cc | Honda      | ESP 2   | GER 1   | NED 2   | RDA 1   | CZE 1   | FIN 2   | ULS 1   | IOM 8   | NAT 1   | JPN -  |        |        |       | 46   | 1.º  | 5    |